# Loricifera

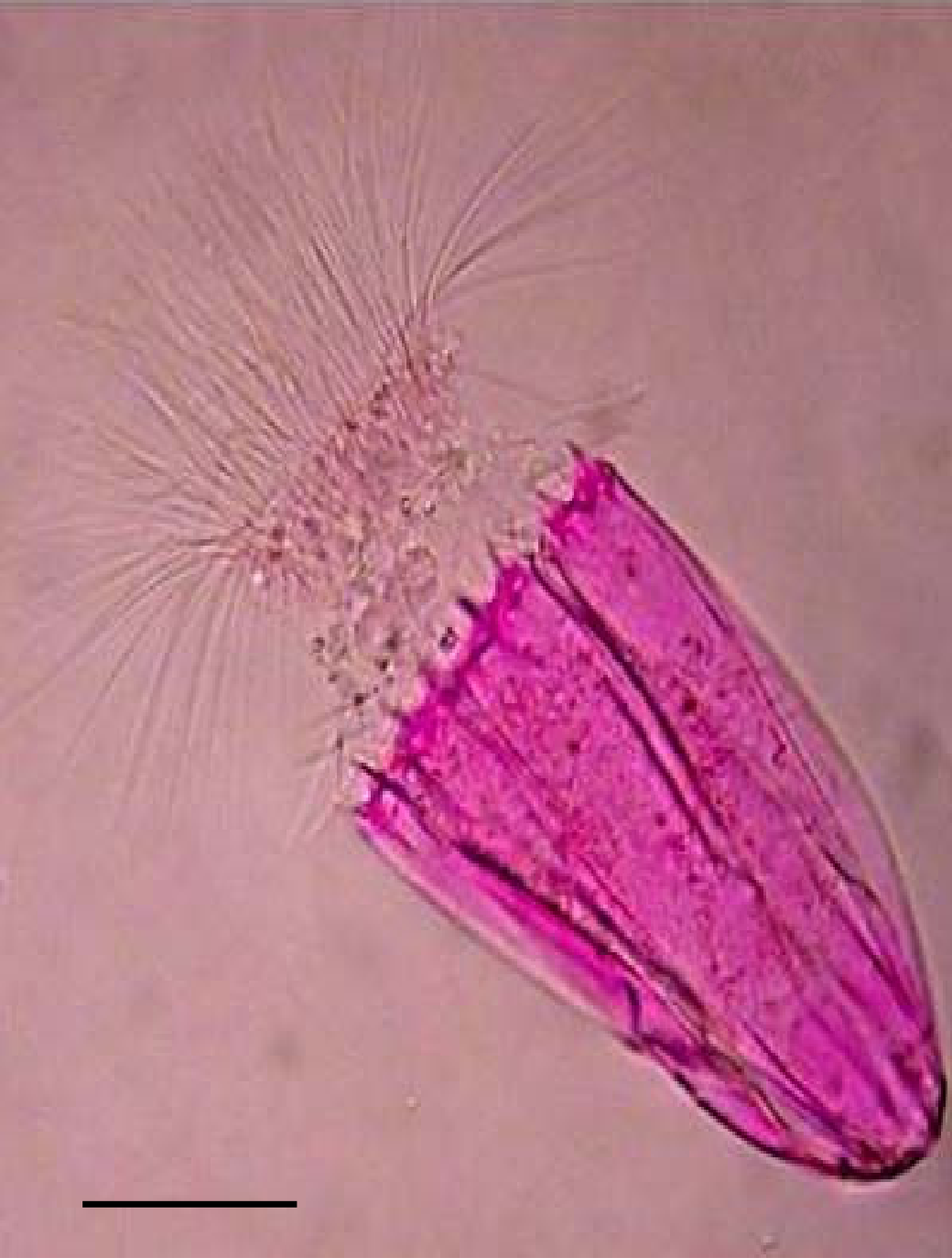
Imagem microscópica de luz da espécie Spinoloricus. Escala de 50 μm.

Loricifera (do latim lorica, couraça usada pelos antigos soldados romanos); e do grego phora, portador de) é um filo, hoje geralmente aceito como pertencente ao superfilo Ecdysozoa. Seus parentes mais próximos provavelmente são os Kinorhyncha e Priapulida, que juntos constituem o táxon Scalidophora. Os três filos dividem quatro características em comum: cutícula quitinosa, anéis de escálidos no introverto, floscúlios, e dois anéis de retração do introverto. Um grupo chamado Introverta é formado com os Kinorhyncha, Priapulida, Nematoda, e Nematomorpha.
É um pequeno filo animal, composto por vinte e duas espécies classificadas em oito géneros, sem contar as centenas de animais que foram coletados mas nunca foram descritos. São animais que habitam nos sedimentos marinhos. Por serem animais minúsculos, que se fixam em grãos de areia ou outras partículas nas quais vivem com extremo vigor, até hoje só podem ser isolados por imersão em água doce. O choque osmótico causa uma separação do substrato que resulta na morte desses animais, portanto, com exceção de uma única larva, até agora nenhum animal vivo pôde ser estudado. Acerca da fisiologia, alimentação, locomoção, comportamento ou desenvolvimento destes animais, praticamente nada se conhece. Os dados moleculares também não estão disponíveis até o momento, por exemplo, até o começo do século XXI nem um único gene foi sequenciado.
Este filo foi descoberto por Reinhardt Kristensen, em 1983, na cidade de Roscoff, na França. Devido às circunstâncias apontadas e devido à relativa população reduzida, os loricíferos, apesar de já conhecidos desde a década de 1970 na costa Atlântica francesa, somente tiveram sua primeira descrição em 1983, sendo a primeira espécie nomeada Nanaloricus mysticus. Desde então eles vêm sendo continuamente estudados, e também foram incluídos dois gêneros descobertos. Ocorre em todo o mundo, mas há poucos biólogos especialistas nesse grupo de animais.
Esses animais apresentam uma introverte que pode ser retraída para dentro da extremidade anterior da lorica, que é composta por placas cuticulares longas. Vivem firmemente aderidos nos espaços intersticiais de cascalho marinho de conchas, sendo assim de difícil coleta ainda vivos. Os primeiros espécimes foram coletados na década de 1970 mas só foram descritos na década de 1980. São encontrados em todas as latitudes. Não se sabe muito sobre o ciclo de vida, visto que todos os estudos se dão em organismos conservados.
A maioria de suas larvas são acelomadas, com alguns adultos sendo pseudocelomados, e outros permanecendo acelomados. Aparentemente têm um ciclo de vida complexo. As espécies que vivem nas partes mais profundas do mar podem se reproduzir por partenogênese ou reprodução pedogenética. Não há registros fósseis deles.

## Anatomia
Com tamanho variando entre 100 e 500 micrômetros apenas, assemelham-se a animais unicelulares, mas eles têm mais de 10.000 células. Seu corpo pode ser dividido em uma cabeça protegida por espinhos, também chamada de introverte, um pescoço curto, uma parte superior do tronco denominada tórax e o resto do tronco denominado abdômen, o qual está envolto por uma armadura cuticular composta por uma placa dorsal, uma ventral e duas laterais. A cabeça, o pescoço e uma parte do tórax podem se telescopar para dentro desta parte, também chamada lorica, a qual dá o nome ao filo.
De sua cabeça sai o cone oral, situado na extremidade final da introverte, o qual não é eversível, mas sim, protrável; ali estão situados cerca de 400 espinhos recurvados denominados escalídeos, estes são dotados de musculatura própria e provavelmente servem para sensibilidade e locomoção do animal. São geralmente dispostos em 9 anéis, sendo o primeiro com clavoescalídeos direcionados anteriormente e os outros 8 com espinoscalídeos direcionados posteriormente e lembram um pouco as ligações de um guarda-chuva.

## Parede corporal e Musculatura
A parede corporal consiste de uma única camada de células, a epiderme e uma pele exterior sobrejacente acelular: a cutícula, que por sua vez é constituída por três camadas denominadas: epicutícula, intracuticula e procuticula. A epicutícula é endurecida (esclerotizada) na maioria dos locais e por isso a forma depende da espécie, sendo de 6 a 22 placas orientadas longitudinalmente, dispostas em torno do torso como uma armadura (lorica); entre as placas, no entanto, a epicutícula é bem flexível, onde atua com função de gínglimo. Nas placas da lorica se encontra todo tipo de poros e sulcos e em algumas espécies, do final da boca para baixo eles são vazados por espinhos.
A musculatura é estriada e consiste somente de fibras individuais, podendo ser orientadas em direção longitudinal, dorsoventral ou diagonal, além de também ocorrerem anéis fibrosos; entretanto, camada muscular contínua não existe. Para retrair cabeça e pescoço na lorica, esses animais usam dois grupos especiais de músculos retratores de introverte; o alongamento, entretanto, é feito por pressão hidrostática.

## Órgãos excretor, digestivo e reprodutor
Devido ao pequeno tamanho, esses animais não necessitam de sistemas circulatório, endócrino ou respiratório, sendo um dos poucos metazoários capazes de sobreviver em condições de completa falta de oxigênio. O trato digestivo é completo, começa pela boca, no cone oral situado no topo da cabeça e vai seguindo por um longo canal bucal tubular flexível. Um par de glândulas salivares desembocam nesse tubo bucal. Essa “garganta” é formada por um epitélio de células musculares o qual no seu interior, ou seja, no lúmen, apresenta-se em três secções transversais e por isso permite uma sucção eficiente. Ligada a um “pequeno duodeno”, ou esôfago, seguem-se numerosas invaginações e evaginações, as microvilosidades, intercaladas por um intestino médio onde provavelmente ocorre a absorção dos nutrientes; os resíduos são conduzidos a um curto reto terminal e então para o exterior de um cone anal posterior.
Loricíferos são dióicos e cada animal possui um par de gônodas. Os pares de gônodas estão associados aos órgãos excretores, os protonefrídeos, que consistem de simples células ciliadas, os solenócitos, lembrando os priapulídeos que também possuem um trato urogenital comum, o qual está próximo ou dentro do ânus comunicando-se com o exterior do animal.

## Modo de vida
Acerca do modo de vida dos Loricífera não se sabe praticamente nada. A partir da estrutura do cone oral e da construção da faringe como faringe de sucção pode-se concluir que os Loricífera vivem como predadores ou ectoparasitas que absorvem os fluidos corporais ricos em nutrientes de suas vítmas. Há um registro de um animal encontrado aderido, com o canal bucal protruso, a um copépode bentônico, outros registros até agora não estão estabelecidos. Além disso uma dieta baseada em bactérias não pode ser descartada.

## Reprodução
São dióicos, ou seja, gônodas femininas e masculinas sempre são encontradas separadas em indivíduos diferentes.